# Герсеванов, Николай Борисович
Николай Борисович Герсеванов (1809, с. Новониколаевка Новомосковского уезда Екатеринославской губернии — 4 июля 1871, с. Николаевка Новомосковского уезда Екатеринославской губернии ) — генерал-майор, участник обороны Севастополя, публицист. Отец инженера М. Н. Герсеванова, дед С. А. Андреевского.

## Биография
Сын екатеринославского губернского предводителя дворянства Бориса Георгиевича Герсеванова, родился в 1809 г. в с. Новониколаевке Новомосковского уезда Екатеринославской губернии (ныне Днепропетровская область, Украина). Начальное образование получил в Ришельевском лицее в Одессе, куда поступил в 1818 г.
В 1825 г. вступил в военную службу юнкером в Новороссийский драгунский полк, в ноябре 1826 г. переведён в Белгородский уланский полк, 8 октября 1829 г. произведён в корнеты в Псковский кирасирский полк, в ноябре 1831 г. переведён в Стародубовский кирасирский полк, 5 июня 1834 г. произведён в поручики, в 1834 г. поступил в Военную академию, которую окончил, в чине штабс-ротмистра (произведён 23 апреля 1836 г.), в декабре 1836 г., после чего причислен к департаменту Генерального штаба. 27 апреля 1837 г. произведён в ротмистры, а в октябре того же года переведён штабс-капитаном в Генеральный штаб и назначен состоять при 6-м пехотном корпусе. 9 сентября 1840 г. вновь переведён в департамент Генерального штаба, а по производстве в капитаны (30 марта 1841 г.) назначен на службу в 5-й пехотный корпус.
С 20 сентября 1842 г. и с 29 августа 1844 г. исправлял должность старшего адъютанта 1-го отделения штаба этого корпуса, квартировавшего в Одессе. В 1844 г. участвовал в военных действиях против горцев на Кавказе и за отличие произведён в подполковники (12 сентября), после чего совершил поездку за границу для поправления здоровья. По возвращении из отпуска 24 октября 1848 г. назначен дивизионным квартирмейстером 13-й пехотной дивизии и по поручению военного министерства составил «Военно-статистическое обозрение Таврической губернии» (СПб. 1849); книга эта была напечатана при Генеральном штабе, как секретная. Герсеванов здесь верно указал слабые стороны укреплений Севастополя, как военного порта, и предугадал удобное место стоянки неприятельского флота в Камышевой бухте. С 11 октября 1848 г. по 11 июня 1849 г. временно управлял частью Генерального штаба при войсках 5-го корпуса.
Участие в Венгерской кампании (он исправлял должность обер-квартирмейстера отряда, действовавшего в Трансильвании) дало ему чин полковника (18 октября 1849 г.) и ордена св. Владимира 4-й степени с бантом (12 ноября 1849 г.) и австрийский св. Леопольда. 30 августа 1850 г. Герсеванов отчислен от должности обер-квартирмейстера 13-й пехотной дивизии и назначен состоять при штабе 5-го пехотного корпуса. 30 июня 1852 г. он назначен обер-квартирмейстером того же корпуса (эту должность дважды исправлял и раньше). 6 декабря 1852 г. награждён орденом св. Анны 2-й степени.
В марте 1854 г. назначен состоять при штабе 3-го, 4-го и 5-го пехотных корпусов и участвовал в военных действиях против турок на Дунае, причем заведовал осадными работами под Силистрией (за отличие получил 10 ноября орден св. Владимира 3-й степени), а 13 сентября того же года командирован в распоряжение главнокомандующего сухопутными и морскими силами в Крыму князя Меншикова и исправлял затем должности начальника штаба (с 23 октября) и генерал-квартирмейстера (с 6 декабря). Он участвовал в сражениях 13 октября при Балаклаве, 24 октября под Инкерманом, за что награждён золотой саблей с надписью «За храбрость», 30 мая 1855 г. в стычке с французской кавалерией в Байдарской долине, где он командовал летучим отрядом, 4 августа в сражении на Чёрной речке и в защите Севастополя. 29 октября 1855 г. произведён в генерал-майоры с назначением командиром 2-й бригады 14-й пехотной дивизии и в том же году награждён бриллиантовым перстнем с вензелевым изображением Высочайшего имени «за отличное исполнение важных и многотрудных обязанностей» (за дела в Байдарской долине) и орденом св. Георгия 4-й степени за 25 лет беспорочной выслуги в офицерских чинах (26 ноября, № 9677 по списку Григоровича — Степанова)).
28 марта 1857 г. назначен помощником начальника 14-й пехотной дивизии. В 1858 г. получил орден св. Станислава 1-й степени и перечислился в запасные войска. 12 марта 1860 г. вышел в отставку по домашним обстоятельствам, после чего поселился в своем имении Николаевке, Новомосковского уезда, Екатеринославской губернии и служил по выборам Новомосковским уездным предводителем дворянства (1860—1866) и почётным членом Екатеринославской губернской земской управы.
Герсеванов состоял членом Одесского общества истории и древностей (с 30 октября 1856 г.) и Общества сельского хозяйства Южной России, учредителем которого он и был. Он первый в «Записках» последнего общества и в «Одесском вестнике» заявил о вреде, приносимом земледелию сусликами. Герсеванов несколько раз путешествовал по Западной Европе и Востоку.
Герсеванов был женат на дочери действительного статского советника Пелагее Зубковой, но детей не имел. Скончался он в одиночестве (семейная жизнь сложилась для него неблагоприятно) 4 июля 1871 г. в своём имении. Погребён в Екатеринославе, на городском кладбище.

## Литературная деятельность
Ещё состоя на службе, Герсеванов всё свободное время посвящал чтению и литературным занятиям. Герсеванов печатал свои труды в «Сыне отечества», «Отечественных записках», «Одесском вестнике», «Русском инвалиде», «Северной пчеле», «Вести» и других изданиях. В «Сыне отечества» напечатаны им статьи: «Петербург и Москва» и «О водяных и сухопутных сообщениях в России» (обе в 1839 г., № 9), в «Одесском Вестнике» статьи о Кавказе (1845 г.) и многие другие, в «Отечественных записках»: «Замечания о торговых отношениях Сибири и России» (1841 г., т. XIV), «Мысли о постройке Исакиевского моста частною компаниею» (1842 г., т. XX), «О пьянстве в России» (1842 г., т. XXV), «О живых изгородях» (1843 г., т. XXVII), «Рим. Отрывок из путевых впечатлений туриста» (1846 г., т. XLV и XLVI), «Путевые впечатления туриста в 1845 году. Неаполь» (1846 г., т. XLVIII и XLIX), «Из путевых впечатлений туриста. Кёльнский собор» (1847 г., т. LV); «Переезд через Симплон» (1848 г., т. LVIII). Статья его «О пьянстве в России» была издана и отдельной брошюрой; в ней он предлагал средства к уничтожению пьянства, между прочим замену водки пивом. В 1857 и 1859 гг. Герсеванов напечатал в «Северной пчеле» две статьи о безвозвратности издержек русских помещиков за границей. Освобождение крестьян нашло в Герсеванове противника: он считал эту реформу вредной для частного хозяйства. В октябре 1859 г. он послал шефу жандармов князю В. А. Долгорукову записку под заглавием: «Замечания на журналы комиссии по крестьянскому вопросу № 17—32», в которой доказывал, что действия комиссии клонятся к ущербу прав самодержавной власти и будут иметь следствием всеобщую Пугачевщину. Такие же записки посланы были им Я. И. Ростовцеву (в сокращении) и Новороссийскому генерал-губернатору графу А. Г. Строганову. 6 декабря того же года он послал графу Строганову новые замечания на журналы редакционной комиссии № 32—52, в которых упрекает комиссию в том, что она берет в основание важных государственных реформ социализм, и во избежание бед советует ей для успокоения умов сжечь почти все свои труды и издать тотчас же манифест, дозволяющий крестьянам откупаться лично с тем, чтобы дворянские губернские собрания назначили сами максимум и минимум выкупной суммы в губернии. В 1860 г. Герсеванов напечатал в Берлине книжку: «О социализме редакционных комиссий. Письмо к председателю их, генералу Ростовцеву, помещика Екатеринославской губернии». Герсеванов интересовался и еврейским вопросом, по которому им напечатаны: в «Санкт-Петербургских ведомостях» 1858 г. (№ 81) возражение на статью Н. И. Пирогова о Талмуд-торе в «Одесском Вестнике» № 26, в «Одесском вестнике» две статьи, в «Северной пчеле» 1860 г. (№ 63 и 64) статья «О народном характере евреев», изданная им также отдельной брошюрой в Одессе и, наконец, в «Вести» 1863 г. (№ 3) «Заметка о еврейско-польском вопросе». Статьи его в «Северной Пчеле» вызвали полемику между прочим с Пассовером в «Московских ведомостях» (1860 г., № 90 и 219).
В 1861 г. Герсеванов издал в Одессе брошюру: «Гоголь пред судом обличительной литературы», наделавшую в то время много шума. Эти произведения его пера возбудили к нему вражду сторонников освобождения крестьян, защитников евреев и почитателей Гоголя. Ещё вскоре после Крымской кампании Герсеванов под влиянием слышанных им укоров князю A. С. Меншикову поместил в «Одесском вестнике» статью, в которой указал на некоторые недостатки малочисленной армии, защищавшей Севастополь, а в 1867 г., добыв несколько секретных документов, напечатал их в Париже в книге: «Несколько слов о действиях русских войск в Крыму в 1854 и 1855 гг.», к которой присоединил свою статью: «О причинах тактического превосходства французов в кампанию 1854 и 1855 гг., составлено в 1856 г.», напечатанную раньше в «Русском Инвалиде» 1858 г., № 86 и 87 (были и отдельные оттиски). Книга вызвала несколько статей в «Одесском вестнике» 1867 г., на которые Герсеванов отвечал там же (1868 г., № 98). В 1870 г. им напечатан в Одессе по поводу этой же книги «Ответ генералу Бутурлину». В 60-х годах разница во взглядах с большинством земских деятелей заставляла его часто прибегать к газетной полемике. В это время им напечатаны в «Вести» статьи «О неудовлетворительности правил о найме сельских рабочих» (1864 г., № 41 и 50). Кроме вышеуказанных статей и брошюр Герсеванова можно указать ещё следующие: 1) «О влиянии неурожаев на увеличение смертности в Новороссийском крае в 1849—1850 гг.» («Статистический сборник», издание Императорского географического общества, т. II, 1854 г.); 2) «Какие железные дороги выгоднее для России: конные или паровые?» (Одесса, 1856 г.); 3) «О каменноугольной промышленности в Новороссийском крае и о средствах к её развитию» («Одесский вестник» 1857 г., № 61 и 62); 4) «О водопроводах в Одессе и Марсели» (там же, № 82); 5) «Несколько слов о нашей кавалерии» («Русский инвалид» 1858 г., № 156); 6) «Походы древних полководцев в Средней Азии» (там же, № 252); 7) «О литературной деятельности Сенковского» («Северная пчела» 1858 г., № 190 и 196); 8) «Нужна ли в России большая армия» («Северная пчела» 1859 г., № 132 и 133); 9) «О применении маневров на охоте или о военной охоте» («Военный сборник» 1860 г., № 1); 10) «О жалованье предводителям дворянства» («Современная летопись» 1860 г., сентябрь, № 1); 11) «Поездка в Грушевку» («Одесский вестник» 1864 г., № 34); 12) «О трехлетней деятельности мировых посредников Новомосковского уезда» («Одесский вестник» 1864 г., № 201, и «Весть» 1864 г., № 37).